# Pereiras-Gare
Pereiras-Gare era una freguesia portuguesa del municipio de Odemira, distrito de Beja.

## Historia
Fue suprimida el 28 de enero  de 2013, en aplicación de una resolución de la Asamblea de la República portuguesa promulgada el 16 de enero de 2013 al pasar a formar parte de la freguesia de Santa Clara-a-Velha.